# ماريو رينكون
ماريو رينكون (بالإسبانية: Mario Rincón)‏ مواليد 13 ديسمبر 1967، هو لاعب كرة مضرب كولومبي سابق وكان يلعب باليد اليمنى. أعلى تصنيف له في الفردي كان المركز الـ 193 في سنة 1995. أعلى تصنيف له في الزوجي كان المركز الـ 257 في سنة 1996.

## النهائيات

### الزوجي: (1)
| الرقم | السنة | الدورة           | الأرضية | الشريك       | المنافس في النهائي      | النتيجة في النهائي |
| ----- | ----- | ---------------- | ------- | ------------ | ----------------------- | ------------------ |
| 1.    | 1990  | بوغوتا، كولومبيا | ترابية  | موريسيو حداد | كارلوس كلافري جريج فيلا | 7–6, 7–6           |

## روابط خارجية
- ماريو رينكون على موقع رابطة محترفي التنس (الإنجليزية)
- ماريو رينكون على موقع الاتحاد الدولي لكرة المضرب (الإنجليزية)
- ماريو رينكون على موقع كأس ديفيز (الإنجليزية)
- ماريو رينكون على موقع خلاصة التنس.كوم (الإنجليزية)